# HP 9000

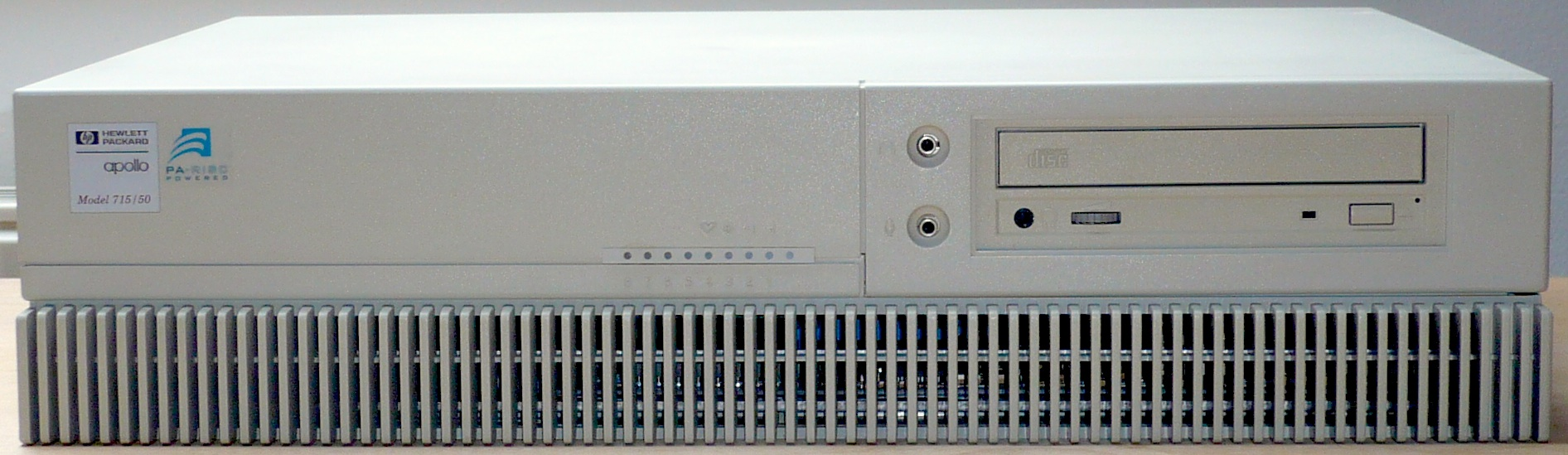
Serveur informatique HP9000 modèle 715 de Hewlett-Packard.

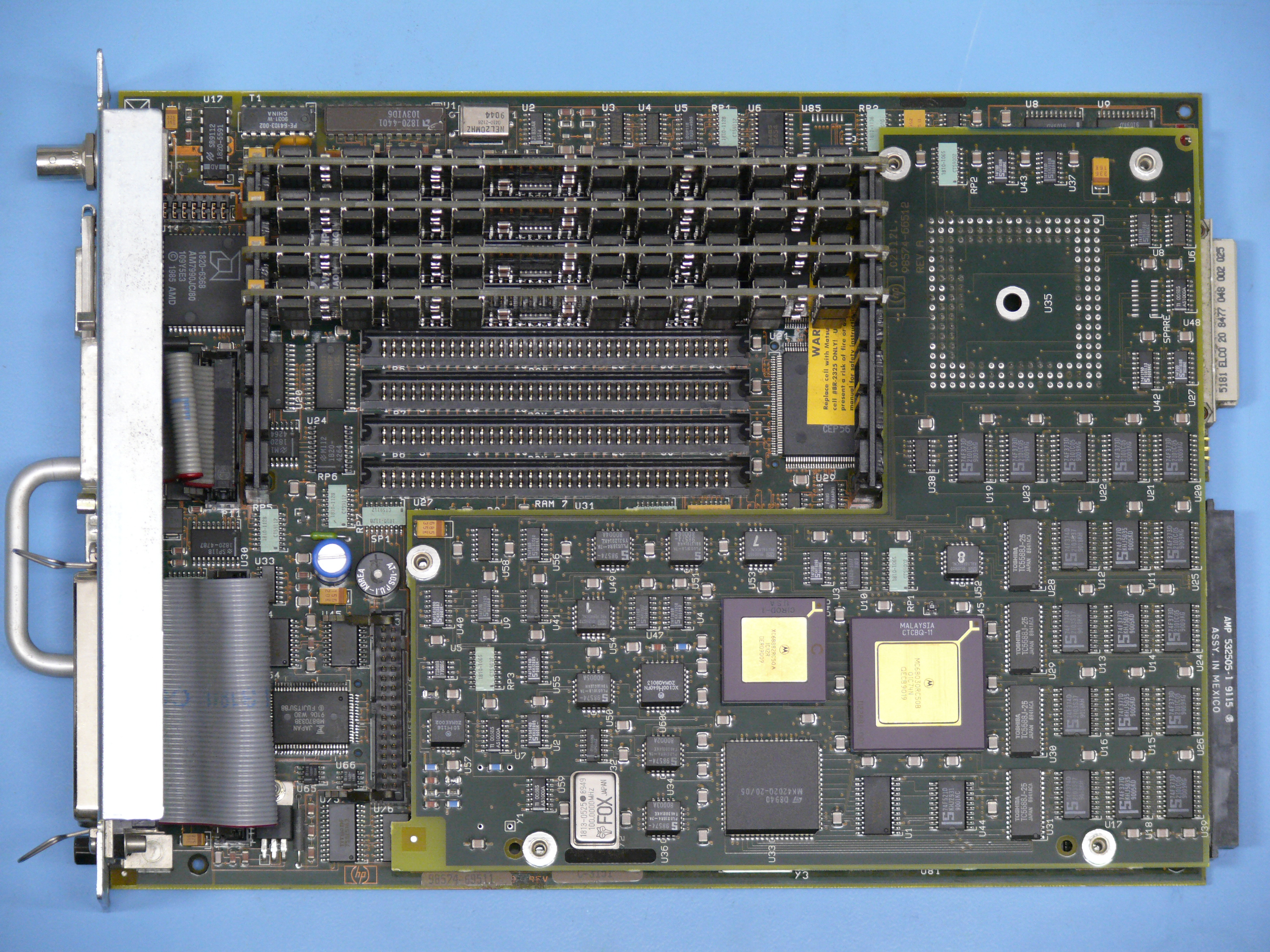
Carte mère du HP-9000 375.

HP 9000 est une série de serveurs informatiques PA-RISC sous HP-UX produits par Hewlett-Packard depuis 1982 pour succéder à la série HP 3000 des années 1970. Il était concurrent des serveurs Sun, Apollo et IBM AS/400.

## Production

### Anciennes séries
- Séries 800 : 807, 817, 822, 825, 827, 832, 835, 837, 842, 845, 847, 850,855, 857, 867, 877, 887, 897
- Séries 1200 FT  : 1210, 1245, 1245 PLUS
- Classe D : D200, D210, D220, D230, D250, D260, D270, D280, D300, D310, D320, D330, D350, D360, D370, D380, D390
- Classe E : E25, E35, E45, E55
- Classe F : F10, F20, F30
- Classe G : G30, G40, G50, G60, G70
- Classe H : H20, H30, H40, H50, H60, H70
- Classe I : I30, I40, I50, I60, I70
- Classe K : K100, K200, K210, K220, K250, K260, K370, K380, K400, K410, K420, K450, K460, K570, K580
- Classe R : R380, R390
- Classe T : T500, T520, T600
- Classe V : V2200, V2250, V2500, V2600

#### Série N
N4000

#### Série L
L1000
L2000

### Nouvelles séries
- rp2400's : rp2400, rp2405, rp2430, rp2470
- rp3400's : rp3410-2, rp3440-4
- rp4400's : rp4410-4, rp4440-8
- rp5400's : rp5400, rp5405, rp5430, rp5450, rp5470
- rp7400's : rp7400, rp7405, rp7410, rp7420-16
- rp8400's : rp8400, rp8410, rp8420-32
- Superdomes : SD-32, SD-64, SD-128

### Serveurs
- Series 100

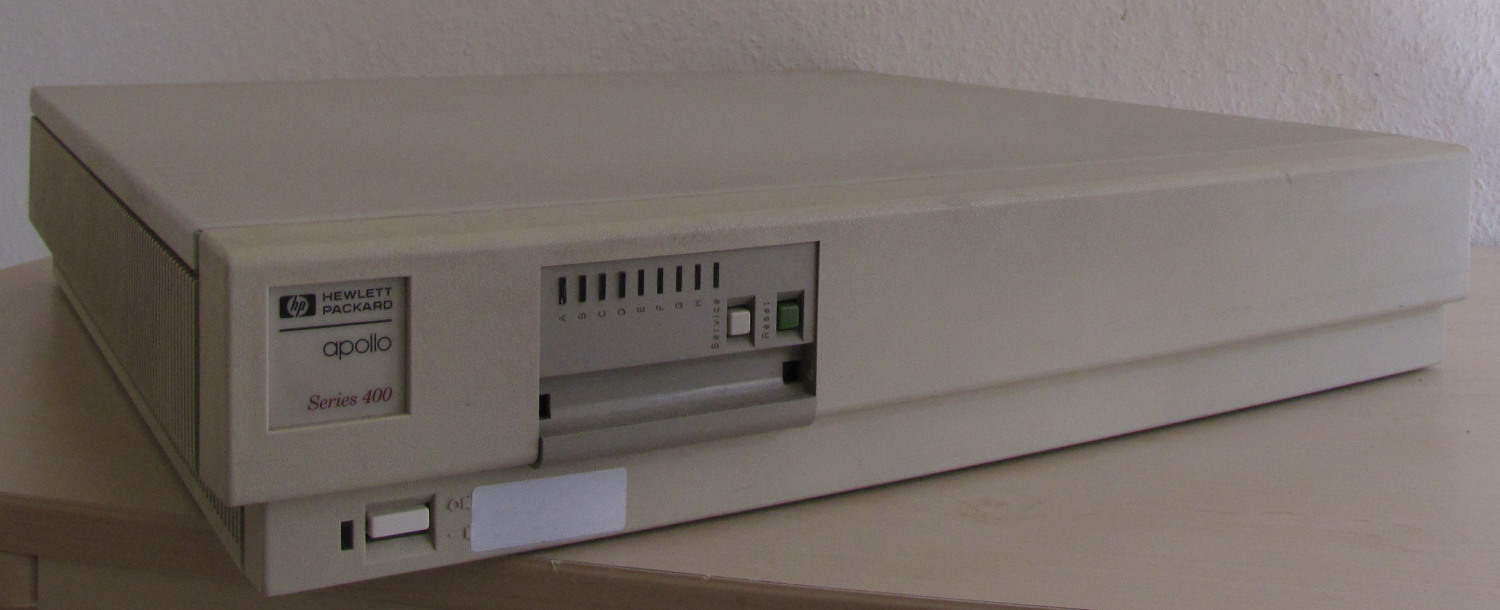
HP9000 modèle 400T.

- Series 200 : 216 (HP9816), 217 (HP9817), 220 (HP9920A), 226 (HP9826), 236 (HP9836)
- Series 300 : 310, 318, 319, 320, 322, 330, 332, 340, 345, 350, 360, 362, 370, 375, 380, 382, 385
- Series 400 (HP Apollo 9000 Series 400) : 400dl, 400s, 400t, 425dl, 425e, 425s, 425t, 433dl,433s, 433t
- Series 500 : 520
- Series 600 : 635SV, 645SV
- Series 700 : 705, 710, 712, 715, 720, 725, 730, 735, 742, 743, 744, 745, 747, 748, 750, 755

#### Serveur VME
Modeles : 742i, 743i, 744, 745/745i, 747i, 748i.

### Workstation

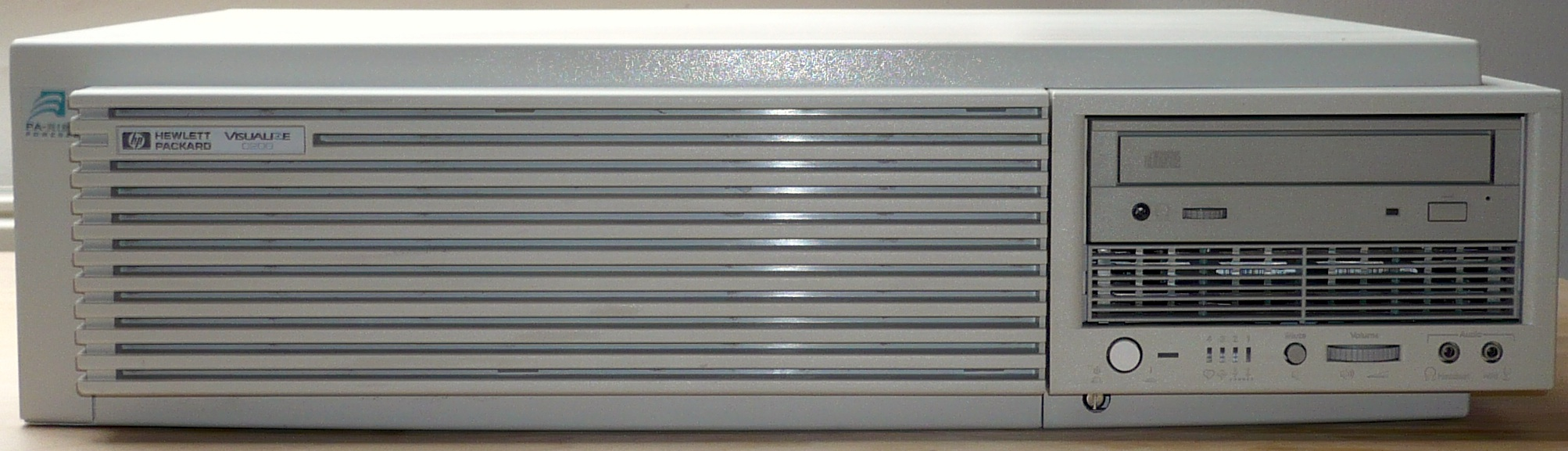
HP9000 modèle C200.

- B-class : B132L, B160L, B180L, B1000, B2000, B2600
- C-class : C100, C110, C132L, C160, C160L, C180, C180L, C180XP, C200, C240, C360, C3000, C3600, C3650, C3700, C3750, C8000
- J-class : J200, J210, J210XC, J280, J282, J2240, J5000, J5600, J6000, J6700, J6750, J7000

## Système d'exploitation
- HP-UX
- Linux
- NEXTSTEP
- NetBSD
- OpenBSD